# タイ・ダラー・サイン
タイ・ダラー・サイン（Ty Dolla Sign、本名: Tyrone William Griffin Jr.、1982年4月13日 - ）は、アメリカ合衆国カリフォルニア州ロサンゼルス出身のラッパー、歌手、ソングライター、音楽プロデューサー、ヒップホップミュージシャン。正式にはTy Dolla $ignと表記する。
2010年にYGのシングル「Toot It and Boot It」にフィーチャーされ広く知られるようになり、2015年にデビュー・アルバム『Free TC』をリリース。2017年には2作目のアルバム『Beach House 3』をリリース。2018年にはポスト・マローンの楽曲「Psycho」に客演で参加し、世界各国のチャートで1位を記録する。2020年には3作目のアルバム『Featuring Ty Dolla Sign』をリリースした。

## 来歴

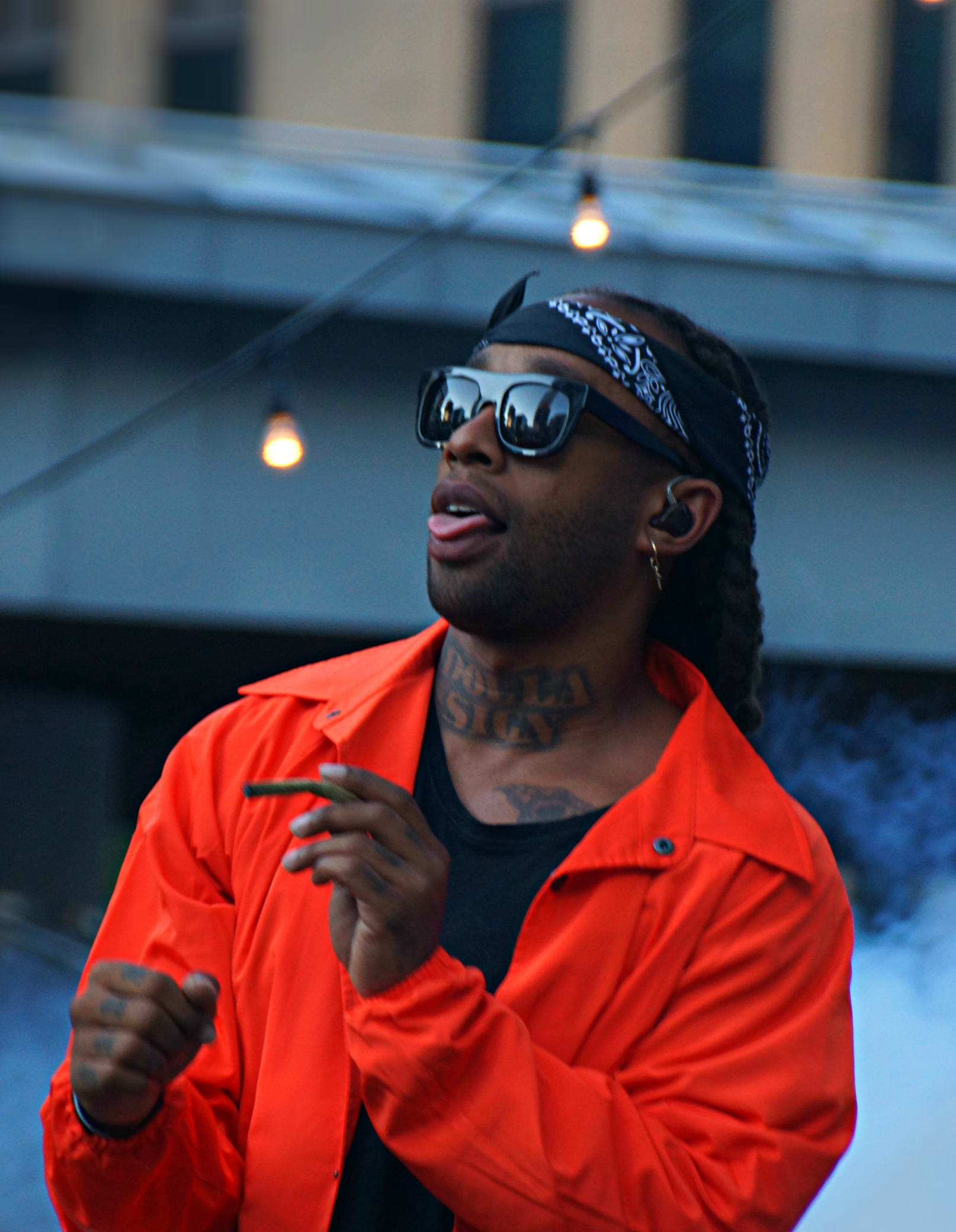
ライブでのTy Dolla $ign（2015年）

1982年4月13日、タイ・ダラー・サインこと、タイロン・ウィリアム・グリフィン・ジュニアは、カリフォルニア州ロサンゼルスに生まれた。父親がファンクバンドのレイクサイドのメンバーだったことをきっかけに、アース・ウィンド＆ファイアーやプリンスなどと出会い、ソウル・ミュージックに興味を持つようになった。Ty Dolla Signはベースギターを弾くことから音楽のキャリアをスタートさせ、後にドラム、ギター、キーボード、MPCを学んだ。
2010年にYGのシングル「Toot It and Boot It」にフィーチャーされ広く知られるようになる。この曲はタイ・ダラー・サインがYGと一緒に作詞・作曲したものである。
2012年、Ty Dolla $ignはアトランティック・レコードと契約を結ぶ。10月1日には初のソロ・ミックステープ『Beach House』をリリースした。
2013年7月1日に続編となるミックステープ『Beach House 2』をリリースした。
2013年9月10日、B.o.BとDJ Mustardをフィーチャーしたシングル「Paranoid」をリリース。米ビルボード・ホット100で29位を記録し、アメリカでプラチナディスクに認定された。
2014年1月21日、初のメジャー作品となるEP『Beach House EP』をリリース。8月24日にはミックステープ『Sign Language』をリリースした。
2015年11月13日、デビューアルバム『Free TC』をリリースし、米ビルボード200で初登場14位を記録した。
2016年2月、フィフス・ハーモニーのシングル「Work from Home」に客演で参加し全米最高4位を記録する。9月23日、ミックステープ「Campaign」をリリースした。
2017年10月27日、2作目のアルバム『Beach House 3』がリリースされ、全米11位記録した。
2018年2月、ポスト・マローンの楽曲「Psycho」に客演で参加しTy Dolla $ignにとって初の全米1位を記録する。同曲は世界各国のチャートでも1位を記録し世界的なヒットとなった。10月26日、Ty Dolla $ignはジェレマイと共にコラボレイティヴ・ミックステープ『MihTy』リリースした。
2020年10月23日、3作目のアルバム『Featuring Ty Dolla Sign』をリリースした。

## 音楽性

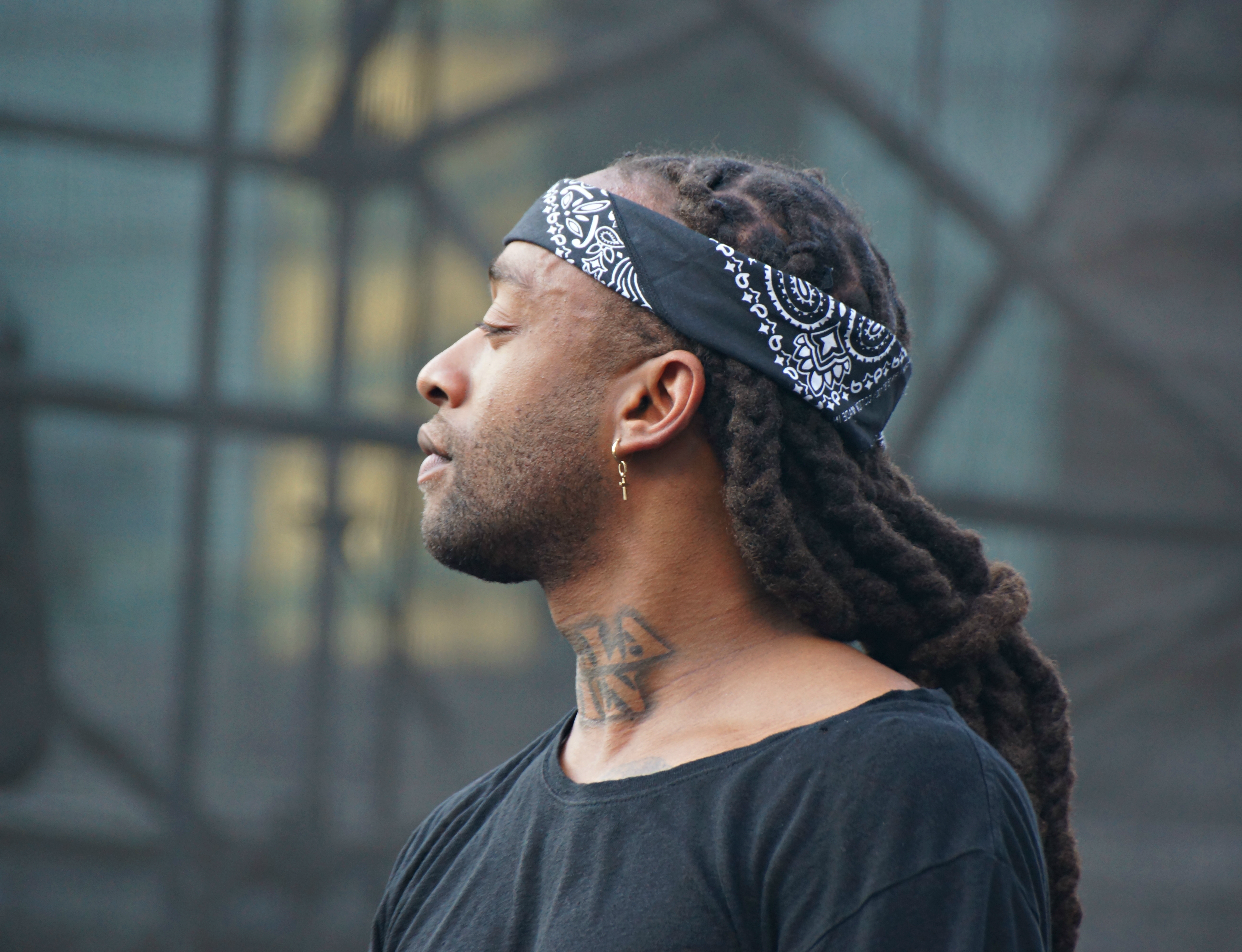
ライブでのTy Dolla $ign（2015年）

Ty Dolla Signは、コンテンポラリーR&Bとヒップホップを融合させた歌とラップを得意とする。自分がラッパーかと聞かれたら「人はそれをラップと呼ぶだろうけど、僕は本当に自分がラップをしているとは思っていないんだ。」と語っている。

### 影響を受けたアーティスト
影響を受けたアーティストについて「2Pacは今までで一番好きなアーティストだよ。Slum Villageが好きだったし、J・ディラもそうだけど、彼は僕の好きなプロデューサーやアーティストの一人だよ。俺はヒップホップ・ヘッズのようなタイプなんだ。モス・デフ、タリブ・クウェリ、ローカス・レコードのシーンは俺のタイプだよ」と述べている。また「プリンスも好きなんだ。彼は歌い、プロデュースし、あらゆるタイプの楽器を演奏する。それが僕の求めているものなんだ。」とも述べている。

## 人物

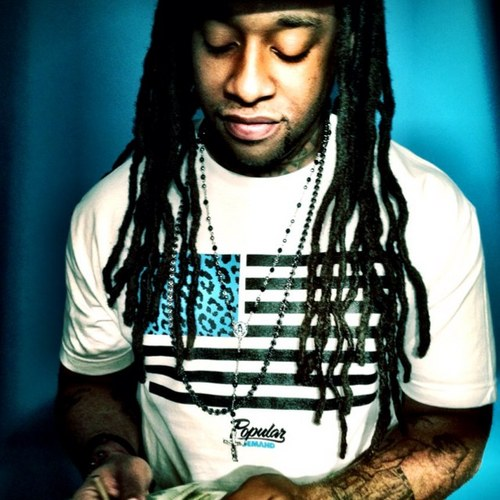
Ty Dolla $ign（2013年）

### 家族
Ty Dolla Signにはジェイリン・クリスタルという娘がいる。
タイ・ダラー・サインは2017年から2019年までローレン・ハウレギと交際していた。

### 事件
2018年12月10日、タイ・ダラー・サインがコカイン所持により懲役15年を求刑されていると発表された。タイ・ダラー・サインは薬物防止プログラムの完了により、すべての容疑を取り下げることで合意した。

## ディスコグラフィ
スタジオ・アルバム
- Free TC (2015年)
- Beach House 3 (2017年)
- Featuring Ty Dolla Sign (2020年)